# City of Londonderry (circonscription du Parlement d'Irlande du Nord)
Pour les articles homonymes, voir Londonderry (homonymie).
La circonscription parlementaire de la City of Londonderry était une circonscription uninominale du Parlement d'Irlande du Nord. Elle a été créée en 1929, comme l'une des cinq circonscriptions uninominales remplaçant l'ancienne circonscription à cinq membres de Londonderry.
La circonscription comprenait la partie orientale de la city de Derry et ses environs, y compris le district de Waterside et la région d'Eglinton.
Le siège a été occupé en permanence par les candidats du Parti unioniste d'Ulster, bien qu'il ait souvent été contesté par d'autres partis.
La circonscription a été contestée pour la dernière fois lors des élections générales de 1969. Le parlement d' Irlande du Nord a été suspendu en 1972 et aboli en 1973. Lors des élections à diverses assemblées et forums d'Irlande du Nord qui ont siégé de 1973 à 1986, la région faisait partie d'une circonscription reconstituée de Londonderry. Depuis l'abolition de l'assemblée d'Irlande du Nord de 1982 à 1986, la région fait partie de la circonscription de Foyle.

## Membres du Parlement
| Élection | Élection   | Membre                   | Parti           |
| -------- | ---------- | ------------------------ | --------------- |
|          | MPs (1929) | Edward Sullivan Murphy   | Ulster Unionist |
|          | 1939       | William Lowry            | Ulster Unionist |
|          | 1947       | James Godfrey MacManaway | Ulster Unionist |
|          | 1951       | Edward Warburton Jones   | Ulster Unionist |
|          | 1968       | Albert Anderson          | Ulster Unionist |

## Résultats des élections
| Parti | Parti                   | Candidat                | Voix            | %   | ±   |
| ----- | ----------------------- | ----------------------- | --------------- | --- | --- |
|       | Ulster Unionist         | Edward Sullivan Murphy  | Sans opposition | N/A | N/A |
|       | Ulster Unionist retenir | Ulster Unionist retenir | Swing           | N/A |     |

| Parti         | Parti                   | Candidat                | Voix   | %    | ±       |
| ------------- | ----------------------- | ----------------------- | ------ | ---- | ------- |
|               | Ulster Unionist         | Edward Sullivan Murphy  | 9,471  | 81,7 | N/A     |
|               | Independent Unionist    | C. G. Millar            | 2,214  | 18,3 | Nouveau |
| Majorité      | Majorité                | Majorité                | 7,347  | 63,4 | N/A     |
| Participation | Participation           | Participation           | 11,685 | 71,0 | N/A     |
|               | Ulster Unionist retenir | Ulster Unionist retenir | Swing  |      |         |

| Parti | Parti                   | Candidat                | Voix            | %   | ±   |
| ----- | ----------------------- | ----------------------- | --------------- | --- | --- |
|       | Ulster Unionist         | Edward Sullivan Murphy  | Sans opposition | N/A | N/A |
|       | Ulster Unionist retenir | Ulster Unionist retenir | Swing           | N/A |     |

| Parti | Parti                   | Candidat                | Voix            | %   | ±   |
| ----- | ----------------------- | ----------------------- | --------------- | --- | --- |
|       | Ulster Unionist         | William Lowry           | Sans opposition | N/A | N/A |
|       | Ulster Unionist retenir | Ulster Unionist retenir | Swing           | N/A |     |

| Parti         | Parti                   | Candidat                | Voix   | %    | ±       |
| ------------- | ----------------------- | ----------------------- | ------ | ---- | ------- |
|               | Ulster Unionist         | William Lowry           | 8,529  | 63,5 | N/A     |
|               | NI Labour               | W. A. Irwin             | 4,908  | 36,5 | Nouveau |
| Majorité      | Majorité                | Majorité                | 3,621  | 27,0 | N/A     |
| Participation | Participation           | Participation           | 13,437 | 71,9 | N/A     |
|               | Ulster Unionist retenir | Ulster Unionist retenir | Swing  |      |         |

| Parti         | Parti                   | Candidat                 | Voix   | %    | ±    |
| ------------- | ----------------------- | ------------------------ | ------ | ---- | ---- |
|               | Ulster Unionist         | James Godfrey MacManaway | 8,901  | 64,6 | +1.1 |
|               | NI Labour               | W. A. Irwin              | 4,873  | 35,4 | -1.1 |
| Majorité      | Majorité                | Majorité                 | 4,028  | 29,2 | +2.2 |
| Participation | Participation           | Participation            | 13,774 | 79,1 | +7.2 |
|               | Ulster Unionist retenir | Ulster Unionist retenir  | Swing  |      |      |

| Parti         | Parti                   | Candidat                 | Voix   | %    | ±       |
| ------------- | ----------------------- | ------------------------ | ------ | ---- | ------- |
|               | Ulster Unionist         | James Godfrey MacManaway | 9,153  | 61,2 | -2.3    |
|               | Nationalist             | F. E. McCarroll          | 5,794  | 38,8 | Nouveau |
| Majorité      | Majorité                | Majorité                 | 3,359  | 22,4 | -4.6    |
| Participation | Participation           | Participation            | 14,947 | 83,6 | +11.7   |
|               | Ulster Unionist retenir | Ulster Unionist retenir  | Swing  |      |         |

| Parti | Parti                   | Candidat                | Voix            | %   | ±   |
| ----- | ----------------------- | ----------------------- | --------------- | --- | --- |
|       | Ulster Unionist         | Edward Warburton Jones  | Sans opposition | N/A | N/A |
|       | Ulster Unionist retenir | Ulster Unionist retenir | Swing           | N/A |     |

| Parti | Parti                   | Candidat                | Voix            | %   | ±   |
| ----- | ----------------------- | ----------------------- | --------------- | --- | --- |
|       | Ulster Unionist         | Edward Warburton Jones  | Sans opposition | N/A | N/A |
|       | Ulster Unionist retenir | Ulster Unionist retenir | Swing           | N/A |     |

| Parti | Parti                   | Candidat                | Voix            | %   | ±   |
| ----- | ----------------------- | ----------------------- | --------------- | --- | --- |
|       | Ulster Unionist         | Edward Warburton Jones  | Sans opposition | N/A | N/A |
|       | Ulster Unionist retenir | Ulster Unionist retenir | Swing           | N/A |     |

| Parti | Parti                   | Candidat                | Voix            | %   | ±   |
| ----- | ----------------------- | ----------------------- | --------------- | --- | --- |
|       | Ulster Unionist         | Edward Warburton Jones  | Sans opposition | N/A | N/A |
|       | Ulster Unionist retenir | Ulster Unionist retenir | Swing           | N/A |     |

| Parti         | Parti                   | Candidat                | Voix   | %    | ±       |
| ------------- | ----------------------- | ----------------------- | ------ | ---- | ------- |
|               | Ulster Unionist         | Edward Warburton Jones  | 8,432  | 53,2 | N/A     |
|               | Ulster Liberal          | Claude Wilton           | 7,418  | 46,8 | Nouveau |
| Majorité      | Majorité                | Majorité                | 1,104  | 6,4  | N/A     |
| Participation | Participation           | Participation           | 15,850 | 81,6 | N/A     |
|               | Ulster Unionist retenir | Ulster Unionist retenir | Swing  |      |         |

| Parti         | Parti                   | Candidat                | Voix   | %    | ±       |
| ------------- | ----------------------- | ----------------------- | ------ | ---- | ------- |
|               | Ulster Unionist         | Albert Anderson         | 9,122  | 69,8 | +16.6   |
|               | NI Labour               | Janet Wilcock           | 3,944  | 30,2 | Nouveau |
| Majorité      | Majorité                | Majorité                | 5,178  | 39,6 | +33.2   |
| Participation | Participation           | Participation           | 13,066 | 66,4 | -15.2   |
|               | Ulster Unionist retenir | Ulster Unionist retenir | Swing  |      |         |

| Parti         | Parti                   | Candidat                | Voix   | %    | ±       |
| ------------- | ----------------------- | ----------------------- | ------ | ---- | ------- |
|               | Ulster Unionist         | Albert Anderson         | 6,480  | 39,4 | -13.2   |
|               | Ulster Liberal          | Claude Wilton           | 5,770  | 35,1 | -11.7   |
|               | Independent Unionist    | P. C. D. Campbell       | 4,181  | 25,5 | Nouveau |
| Majorité      | Majorité                | Majorité                | 710    | 4,3  | -2.1    |
| Participation | Participation           | Participation           | 16,431 | 84,9 | +3.3    |
|               | Ulster Unionist retenir | Ulster Unionist retenir | Swing  |      |         |

## Sources
- Northern Ireland Parliamentary Election Results 1921-1972, compiled and edited by Sydney Elliott (Political Reference Publications 1973)